# Topčider (nádraží)
Topčider (v srbské cyrilici Топчидер) je první železniční stanice na trati Bělehrad–Niš, resp. Bělehrad–Bar po nádraží Beograd-Centar. Nachází se ve stejnojmenné části města. Z blízkosti nádraží existuje spojení s městem za pomoci autobusové dopravy a tramvají.
Nádraží má celkem šest kolejí, vzniklo v roce 1884 původně pro potřeby královské rodiny nejprve Obrenovićů a později Karađorđevićů, jejichž rezidence (Beli dvor) se nacházela nedaleko.
V souvislosti s přesunem hlavního bělehradského nádraží v roce 2018 byly v druhé polovině června 2018 vypravovány mezinárodní vlaky do Podgorici dočasně z této stanice.